# Papa Giovanni XVIII
Giovanni XVIII, nato Giovanni Fasano o Carminati (Roma, ... – Roma, giugno/luglio 1009), è stato il 141º papa della Chiesa cattolica dal gennaio 1004 al giugno/luglio 1009, quando forse rinunciò all'ufficio di Romano Pontefice.

## Biografia

### Origini e carriera ecclesiastica
Tradizionalmente ritenuto figlio del presbitero Orso Fasani e di Stefania, dell'educazione e della carriera ecclesiastica del romano Giovanni Fasani di Porta Metronia si hanno scarsissime notizie. Le fonti medievali riportano che fu cardinale presbitero di San Pietro, titolo cardinalizio da sempre inesistente e che Salvador Miranda ha cercato di individuare piuttosto in San Pietro in Vincoli, ma essendo apocrife e non coeve al pontificato di Giovanni, si possono considerare spurie.

### Pontificato

#### Elezione
Fu eletto per volere di Giovanni Crescenzi III, esponente della famiglia più potente della città, il giorno di Natale e fu consacrato il mese successivo.

#### Governo della Chiesa
Giovanni non fu una semplice creatura del patrizio romano Giovanni Crescenzi; dagli scarsi documenti rimastici pare, anzi, che abbia cercato di prendere misure energiche per molte questioni della Chiesa. Tra gli atti più significativi fu la ripresa dell'azione evangelizzatrice iniziata da Gregorio V e da Silvestro II: Giovanni XVIII inviò, infatti, san Bruno di Querfurt tra gli Slavi e in Russia perché continuasse l'opera di conversione al cristianesimo.

##### Relazioni con Costantinopoli
In primo luogo, Giovanni dipanò i dissidi tra le Chiese di Roma e Costantinopoli, interrotti già dai tempi dell'antipapa Bonifacio VII: sotto il suo pontificato, infatti, il Patriarca Sergio II (999-1019) reinserì il nome del Papa fra i Sacri Dittici.

##### La Chiesa tedesca
Sul fronte europeo, Giovanni ottenne dal nuovo re di Germania Enrico II (1003-1024) il ripristino della sede di Merseburg che Benedetto VII circa trent'anni prima aveva soppresso e che Gregorio V, senza successo, aveva cercato di ristabilire. Nel 1007 concesse a Enrico II il permesso di fondare la sede di Bamberga (Baviera), sede che l'imperatore voleva farne sia una base per l'azione evangelizzatrice presso gli immigrati slavi sia un centro politico sul Meno superiore. Questa nuova sede fu resa, da Giovanni XVIII, suffraganea di Magonza anziché di Erbipoli (Würzburg), come avrebbe voluto il vescovo di quest'ultima, e passata sotto diretta protezione papale.

##### La Chiesa di Francia
Nel tardo 1007, quando seppe che i vescovi Léotheric di Sens († 1032) e Folco di Orléans († 1012) avevano minacciato i privilegi di esenzione dell'Abbazia di Fleury ordinando all'abate Gauzlin († 1030) d'ignorare le relative bolle papali, Giovanni li convocò perentoriamente a Roma minacciandoli di scomunica; avvertì anche il re Roberto II di Francia che avrebbe colpito d'interdetto l'intero regno se essi non si fossero presentati.

##### Altri provvedimenti
Seguendo l'esempio di papa Giovanni XV, Giovanni XVIII, verso la metà del 1004, canonizzò solennemente cinque martiri polacchi: Benedetto, Giovanni, Isacco, Matteo e Cristiano. Inoltre conferì il pallio agli arcivescovi di Treviri, Meingaud o Megingod, e di Canterbury, Elfeg o Alphege († 1012) (successore di Sant'Alfrico).

#### Relazioni con i regni cristiani
Nel frattempo, il re di Germania Enrico II, dopo aver sconfitto Arduino d'Ivrea, fu incoronato, il 14 maggio del 1004, Re d'Italia a Pavia dall'arcivescovo di Milano Arnolfo II. Il cronista Tietmaro di Merseburgo (975-1018) segnala che Giovanni desiderava molto che Enrico II venisse a Roma, ma Giovanni Crescenzi III si oppose in ogni modo. Il patrizio non viene citato esplicitamente, ma sotto l'espressione diversorum reluctatione hostium si può nascondere proprio Giovanni Crescenzi:
(Thietmaro, Lib. VII, 41, p. 191)

### Fine del pontificato
Dopo cinque anni e mezzo di pontificato, a giugno, forse abdicò: dopo essersi ritirato nel monastero della Basilica di San Paolo fuori le mura, vi morì non molto tempo dopo. Questa versione storica compare però solo in due fonti tedesche medioevali, la Chronica sive Historia de duabus civitatibus di Ottone di Frisinga e la Historia pontificum Romanorum, mentre non ne è fatta menzione in alcuna fonte dell'epoca. La causa sarebbe stato il riavvicinamento a Bisanzio da parte del Papa, cosa che Giovanni Crescenzi non avrebbe accolto con favore e costringendo il papa a rinunciare al suo ministero.
Proprio per la mancanza di fonti sufficienti a considerare la deposizione spontanea di Giovanni XVIII dal suo Ufficio, si tende a considerare quest'informazione spuria e a ritenere che Giovanni sia morto nelle sue funzioni tra il giugno e il luglio del 1009. Non si sa esattamente se sia stato sepolto nella Basilica del Laterano o in quella di San Paolo.